# Arnaud Papillon
Arnaud Papillon (* 10. Januar 1989) ist ein ehemaliger kanadischer Radrennfahrer.

## Werdegang
Arnaud Papillon wurde 2007 bei dem Juniorenrennen Tour de l’Abitibi Etappenzweiter auf dem dritten Teilstück nach Val d’Or. Im nächsten Jahr gewann er die erste Etappe des Coupe de la Paix nach Laval und wurde dort Dritter in der Gesamtwertung. Außerdem war er 2008 mit seiner Mannschaft Volkswagen bei dem kanadischen Eintagesrennen Classique Montréal-Québec Louis Garneau erfolgreich.
Im Oktober 2011 wurde bekannt, dass Papillon in zwei Tests positiv auf EPO getestet wurde. Er wurde daraufhin vom kanadischen Verband für zwei Jahre gesperrt.

## Erfolge
2008
- Classique Montréal-Québec Louis Garneau

2010
- Kanadischer Meister – Straßenrennen (U23)